# 马少敏
马少敏（1968年—），女性，甘肃平凉人，回族，中共党员。中华人民共和国政治人物、戏剧演员，第十一届全国人民代表大会甘肃地区代表。
毕业于中国戏曲学院京剧表演专业，从事京剧演出工作。2008年至2013年担任全国人大代表。